# Caligus labracis
Caligus labracis är en kräftdjursart som beskrevs av T. Scott 1902. Caligus labracis ingår i släktet Caligus och familjen Caligidae. Inga underarter finns listade i Catalogue of Life.